# قائمة كاتدرائيات تونس
تحتوي هذه المقالة على قائمة الكاتدرائيات في تونس.

## القائمة
| الكاتدرائية                                  | الأبرشية    | المدينة      | التكريس      | الصورة |
| -------------------------------------------- | ----------- | ------------ | ------------ | ------ |
| كاتدرائية القديس فنسون دو بول بتونس (مسيحية) | أبرشية تونس | تونس العاصمة | فنسون دو بول |        |
| كاتدرائية القديس لويس بقرطاج (مسيحية قديمة)  | أبرشية تونس | قرطاج        | لويس التاسع  |        |

## مقالات ذات صلة
- قائمة الكاتدرائيات